# Kalandshof (Berlin)
Der Kalandshof war ein historisches Gebäude in Berlin und gab der Kalandsgasse ihren Namen.
Das Gebäude war seit Anfang des 14. Jahrhunderts Sitz der Berliner Kalandsbrüder und grenzte an die Klosterstraße. Im Zuge der Reformation wurde die Bruderschaft aus dem Kalandshof vertrieben und Joachim II. übertrug ihn zwischen den Jahren 1544 und 1548 an die Marienkirche. Im Jahr 1698 wurde das Gebäude für 2.200 Taler an den Stadtrat verkauft, diente bis 1797 als Stadtgefängnis und wurde dann an private Eigentümer verkauft. Die Gebäude der Kalandsgasse einschließlich des Kalandshofes wurden etwa 1900 abgerissen.